# 데브레치온 게브레마이클

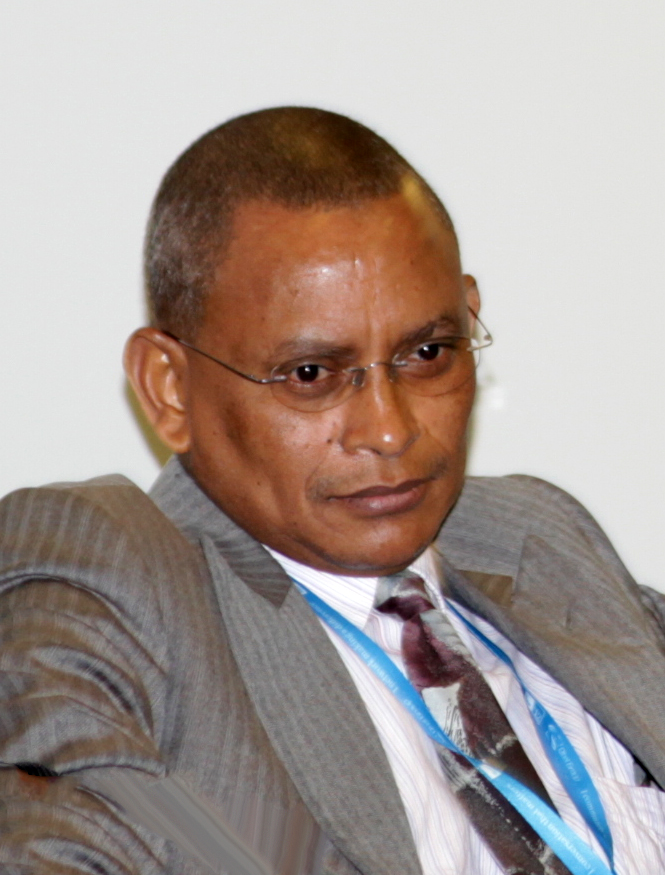

데브레치온 게브레마이클(티그리냐어: ደብረጽዮን ገብረሚካኤል)은 에티오피아의 정당으로 현재 티그레이 인민해방전선(TPLF)의 대표이자 티그레이주의 부지사 겸 주지사 대행이다.
2017년 11월 TPLF의 새 대표로 선출되었으며, 2018년 1월 티그레이주 부지사로 당선되었다. 주의원이 아닌 관계로 주지사가 될 수는 없으나, 주지사직이 공석이 되자 그는 주지사직을 대행하게 되었다.

## 같이 보기
- 저항운동
- 진행 중인 군사 분쟁 목록